# 大齒寬頜鯡
大齒寬頜鯡為輻鰭魚綱鲱形目鲱科的其中一種，分布於非洲賴比瑞亞至安哥拉的淡水流域，體長可達12公分，棲息在溪流，成群活動，可做為食用魚。

## 擴展閱讀
維基物種上的相關：大齒寬頜鯡